# 吹田グリーンプレイス
吹田グリーンプレイス（すいたグリーンプレイス）は、大阪府吹田市片山町2丁目にあるJR西日本大阪開発のショッピングセンターである。

## 概要
国鉄時代に建設された社宅の跡地に、JR西日本大阪開発がJR西日本グループ初の駅外型ショッピングセンターとして2016年（平成28年）6月に開業した。

## 主なテナント
- 阪急オアシス
- ユニクロ
- ABCマート
- キャンドゥ
- ココカラファイン
- サイクルベースあさひ
- 眼鏡市場
- アイシティ
- タリーズコーヒー
- ドンク

## アクセス
- 吹田駅から徒歩7分
- 阪急吹田駅から徒歩10分